# Fraueninsel

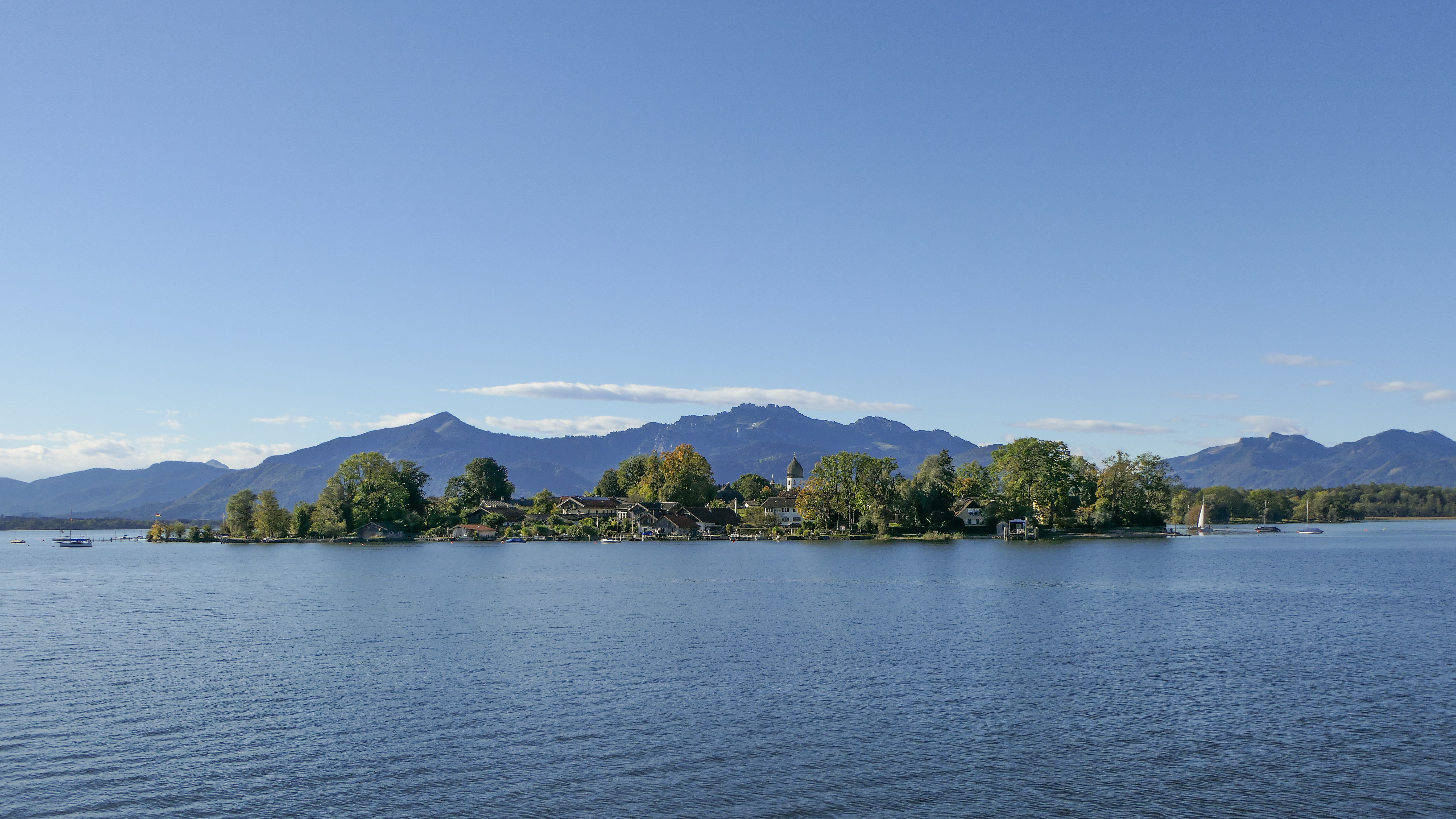
Die Nordostecke der Insel mit dem malerischen Fischerdorf. Im Hintergrund die Kampenwand.

Die Fraueninsel ist nach der Herreninsel die zweitgrößte der drei Binnenseeinseln im Chiemsee. Sie gehört zur Gemeinde Chiemsee im oberbayerischen Landkreis Rosenheim, der kleinsten politischen Gemeinde Bayerns. Auf der 15,5 ha großen und autofreien Insel wohnen in rund 50 Häusern um die 200 Einwohner (auf der 238 ha großen Herreninsel wohnen ganzjährig nur rund 25 Menschen). Die Siedlung auf der Insel bildet den Ort Frauenchiemsee, weswegen im Sprachgebrauch die Begriffe Fraueninsel (=Insel) und Frauenchiemsee (=Ort) oft synonym verwendet werden.
Um die Insel herum führt ein etwa 1,5 km langer Fußweg. Das Fahrradfahren ist auf der Insel nicht gestattet. Kraftfahrzeugbetrieb ist ebenfalls auf der Insel verboten. Nur in der Zeit von sieben bis zwölf Uhr dürfen Lieferfahrzeuge vereinzelt auf die Insel.
Die Insel ist das ganze Jahr über mit dem Linienschiff der Chiemsee-Schifffahrt zu erreichen, hauptsächlich von Gstadt in 10 Minuten und von Prien in 30 Minuten, teilweise auch von anderen Orten rund um den Chiemsee sowie von der Herreninsel.
Das Kloster Frauenwörth prägt den Charakter von Frauenchiemsee, es ist Wallfahrtsort für die selige Irmengard, die Schutzpatronin des Chiemgaus. Die Wallfahrt wie die landschaftlich reizvolle Lage der Insel ziehen täglich eine große Anzahl von Besuchern an. Zur Bekanntheit der Insel trägt seit 1820 auch die Chiemseer Künstlerkolonie bei, zu der u. a. Max Haushofer gehörte.

## Geschichte des Klosters
782 gründete Herzog Tassilo III. von Bayern das Kloster Frauenwörth. Nach den Zerstörungen der Ungarneinfälle erlebte es zwischen dem 11. und dem 15. Jahrhundert eine Blütezeit. 1728 und 1732 wurden die Klostergebäude neu erbaut. Im Zuge der Säkularisation in Bayern hob man das Kloster von 1803 bis 1835 auf, jedoch bestand der Konvent fort. 1836 errichtete König Ludwig I. von Bayern für die Benediktinerinnen das Kloster neu unter der Auflage, dass sie sich durch Eröffnung von Schulen ihre Existenzgrundlage schaffen. Die Benediktinerinnen widmeten sich der Mädchenerziehung seit 1837 unter anderem durch ihr Irmengard-Gymnasium mit Internat (bis 1982) und (ab 1983) in der Irmengard-Berufsfachschule (vormals Vorseminar für soziale Frauenberufe), die bis 1995 betrieben wurde. Im Kloster leben zurzeit (2024) 13 Schwestern, 2007 waren es noch 30 Schwestern; die 56. Äbtissin ist seit 2006 Johanna Mayer.

## Sehenswürdigkeiten

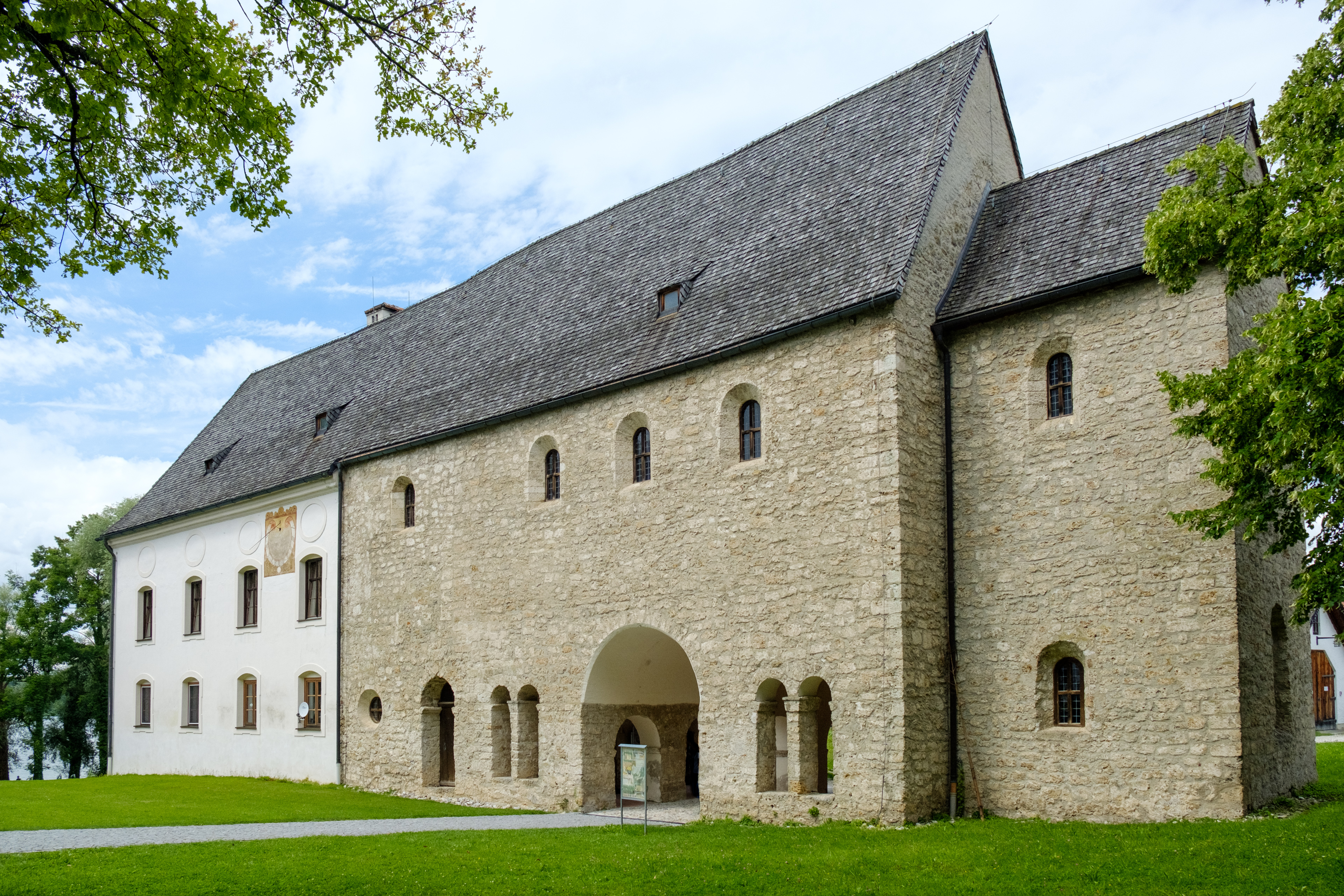
Karolingische Torhalle

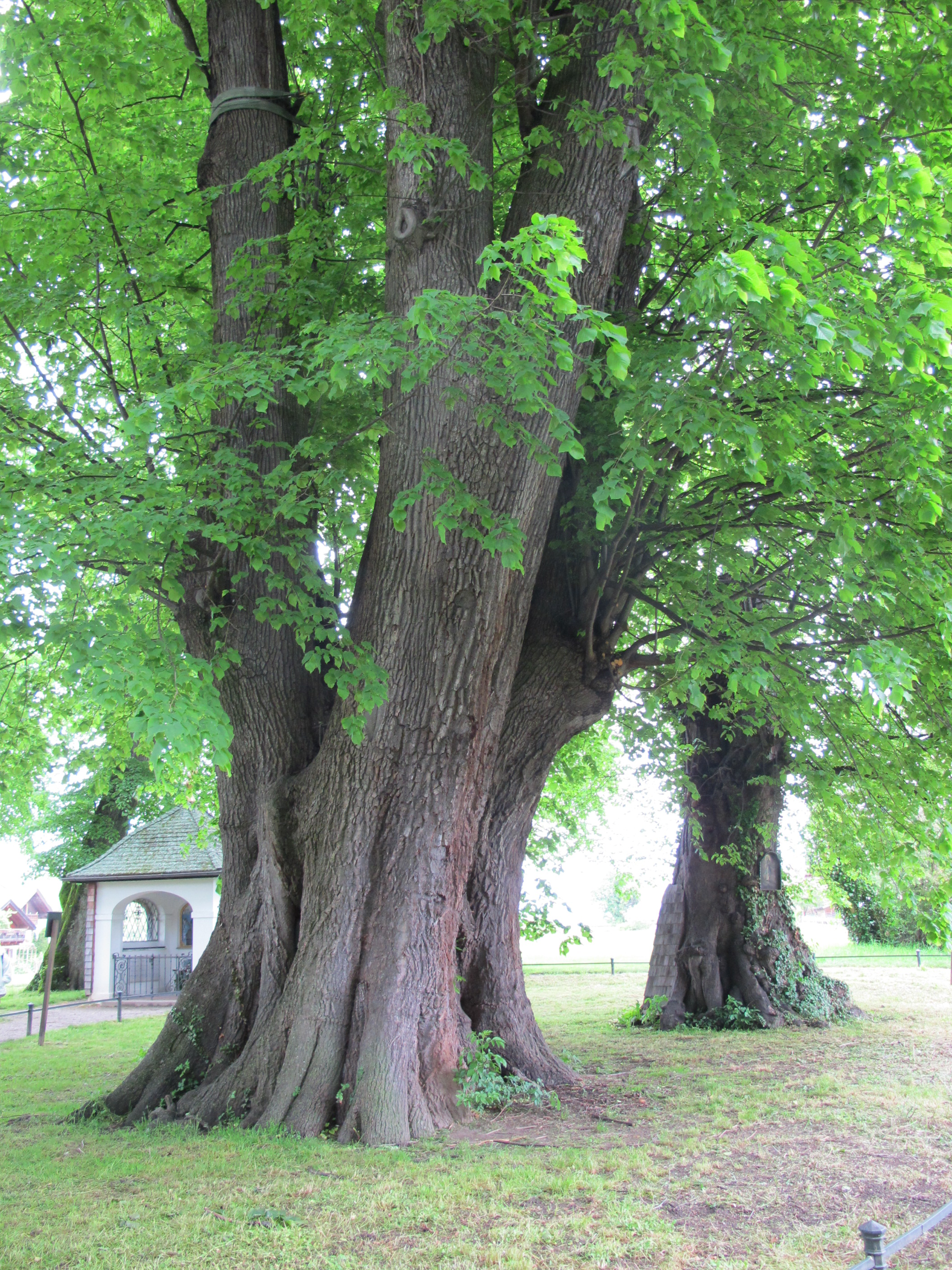
Tassilolinde und Marienlinde

Das Inselmünster steht auf karolingischen Fundamenten, das heutige Kirchengebäude Mariä Opferung stammt aus dem 11. Jahrhundert. 1468 bis 1476 zog man ein Netzrippengewölbe ein. 1688 bis 1702 stattete man es mit den bis heute erhaltenen Barockaltären aus. Der nordwestlich vor der Kirche befindliche Campanile, ein frei stehender Glockenturm, zählt zu den Wahrzeichen des Chiemgaus und stammt ursprünglich wohl aus dem 12. Jahrhundert; seine barocke Zwiebelhaube setzte man ihm 1626 auf.
Auf dem Inselfriedhof nördlich der Klosterkirche liegen viele Künstler und Gelehrte begraben, neben dem Chiemseemaler Max Haushofer etwa die Schriftsteller Wilhelm Jensen und Felix Schlagintweit. Letzterer gab in seinem Roman aus dem Jahr 1943 Ein verliebtes Leben eine literarische Beschreibung des Friedhofs. Daneben ruhen dort auch einige Mitglieder des Adelsgeschlechtes von Eichendorff.
Sehenswert ist die sogenannte karolingische Torhalle aus der Frühzeit des Klosters, welche auf das Jahr 850 datiert wird. Dabei handelt es sich um ein rechteckiges Gebäude aus graubraunem Nagelfluhgestein mit einem quadratischen Anbau an der Ostseite. Dessen Erdgeschoss beherbergte einst eine kleine Nikolauskapelle, sein Obergeschoss war die Apsis der Michaelskapelle. Bei Restaurierungsarbeiten legte man hier fast lebensgroße Engelsdarstellungen frei. Von diesen in ihrer Schlichtheit beeindruckenden, ursprünglich wohl sechs roten Umrisszeichnungen sind zwei noch fast vollständig erhalten. Man datierte sie früher ins 9. Jahrhundert, heute aber später. Durch die Torhalle zieht sich in der Mitte des Erdgeschosses eine große, tonnengewölbte Durchfahrt, die beidseitig von einer offenen Arkadenreihe mit jeweils drei Bögen begrenzt wird. Nach Westen schließt das barocke Vikarshaus an.
Im Lindenhain in der Inselmitte erbaute man nach dem Ersten Weltkrieg eine Kriegergedächtniskapelle. Ein großes Bild des Malers Hiasl Maier-Erding ziert ihre Stirnwand, es zeigt ein betendes greises Fischerpaar vor der Kulisse des Chiemsees mit der Fraueninsel. Die Kapelle steht an der Stelle der bereits 1393 erwähnten und nach der Säkularisation abgerissenen Martinskirche. Zentrum des Lindenhains sind allerdings zwei vermutlich mehr als 1000 Jahre alte Bäume: Die Tassilolinde und die Marienlinde.

## Persönlichkeiten
- Christian Maximilian Baer (1853–1911), Maler, lebte im Künstlerhaus Nr. 21 mit seiner Frau Rosa Baer geb. Stradal, die dort begraben ist
- Herbert Baer (1881–1954), Ingenieur und Hochschullehrer (Grab)
- Wilhelm Brünings (1876–1958), Arzt (Grab)
- Fritz Caspari (1883–1964), Naturwissenschaftler (Grab)
- Eugen Croissant (1898–1976), Maler (Grab)
- Heinrich Düll (1867–1956), Bildhauer (Grab)
- Karl von Eichendorff (1863–1934), preußischer Offizier, Familienforscher, Publizist und Enkel von Joseph von Eichendorff (Grab)
- Placida von Eichendorff (1860–1921), Ordensschwester (Benediktinerinnen) und von 1913 bis 1921 Äbtissin des Klosters Frauenchiemsee
- Hans A. Engelhard (1934–2008), Bundesjustizminister (Grab)
- Theodor von Gosen (1873–1943), Bildhauer (Grab)
- Hans Haffenrichter (1897–1981), Maler (Grab)
- Norbert Hauner (1743–1827), Augustiner-Chorherr und berühmter Kirchenkomponist, lebte viele Jahre auf Frauenchiemsee und ist dort begraben.
- Emma Haushofer-Merk (1854–1925), Schriftstellerin (Grab)
- Max Haushofer Jr. (1840–1907), Dichter (Grab)
- Irmgard von Chiemsee (831/833–866) Äbtissin (Grab)
- Josef Holzmaier (1809–1859), Historienmaler (Geburt)
- Hildegard Hofinger (1906–1986), Schriftstellerin (Grab)
- Wilhelm Jensen (1837–1911), Schriftsteller (Grab)
- Alfred Jodl (1890–1946), Generaloberst der Wehrmacht (Kenotaph an der Grabstätte seiner beiden Ehefrauen. Siehe Scheingrab)
- Ferdinand Jodl (1896–1956), General der Gebirgstruppen der Wehrmacht (Grab)
- Heinrich Kirchner (1902–1984), Bildhauer (Grab)
- Emil Lugo (1840–1902), Maler (Grab)
- Josef Rauchenbichler (1790–1858), Geistlicher und Schriftsteller, lebte auf Frauenchiemsee
- Franz Roubaud (1856–1928), Maler (Grab)
- Christian Christoph Ruben (1805–1875), Maler (Grab)
- Felix Schlagintweit (1868–1950), Schriftsteller (Grab)
- Elisabeth Schmidt-Pauli (1882–1950), Schriftstellerin (Grab)
- August Stradal (1860–1930), Klaviervirtuose, Arrangeur und Musiklehrer, verbrachte viele Sommer in der Stradal-Villa (Frauenchiemsee Nr. 21).

## Sage
- Ludwig Bechstein: Liebe findet ihre Wege[7] (Sage zu Mönchskloster auf der Herreninsel und Nonnenkloster auf der Fraueninsel)